# 司法改革黨
司法改革黨，简称司改黨，为中华民国的政黨，支持臺灣的司法改革運動，成立於2023年7月1日。

## 歷史
- 張靜、李震華、黃越宏、曾淼泓於張靜的律師事務所商討成立司法改革黨，該黨自稱不談統獨、不談藍綠，要建立一個公平正義的社會[來源請求]。

- 2023年7月1日，司法改革黨在凱達格蘭大道舉行成立大會[4]。

- 2023年9月1日，中國國民黨在臺北市第五選區（萬華、北中正）遲未確定立法委員人選，司法改革黨表示願意讓位給台北市議員應曉薇，但若未被藍營徵召，將提名主席張靜參選。最終，張靜並未參選該區立委[5]。

- 2023年9月1日，司法改革黨主席張靜指控中國國民黨提名的原住民立委候選人黃仁涉嫌論文抄襲，強烈要求國民黨主席朱立倫將黃仁撤回立委選舉。然而，黃仁公開了環球科技大學審查小組對論文的結論，指抄襲指控「不成立」，並反指張靜律師可能存在不良動機，表示將依法提出告訴[6]。

- 2023年10月23日，司法改革黨主席張靜指控士林地方法院庭長非法濫用權力，霸凌法官與書記官，並出面對該庭長進行控告[7]。
- 2023年11月9日，民進黨立委趙天麟因桃色風波退選後，同選區競爭對手郭倍宏突遭舊案起訴。司法改革黨主席張靜率幹部至法務部抗議，批評政治介入司法，破壞檢察體系公正與中立。[8]

- 2023年11月，司法改革黨參與第11屆全國不分區及僑居國外國民立法委員選舉，政黨提出主要政見，包括：追查弊案、平反冤案、提倡法庭直播、推行陪審制、廢除國家賠償法第13條、部分法官民選及全體檢察長民選、廢除訴願與行政訴訟制度，民事與行政一元化、制定證據法、建構律師對事實的證據調查權、廢除偵查庭、廢除法務部廉政署、廢除一切因業務個案所生的業務獎金或績效獎金、放寬法官與檢察官的迴避事由。

- 2023年12月6日，司法改革黨於台大校友會，針對於黃仁碩士論文抄襲事件，主席張靜提出聲明稿，政治人物的品德應是可受公評之事，尤其從事競選活動的公職人員理應有更高的道德標準，因環球科技大學即將停辦，檢舉人已向教育部檢舉，盼教育部儘速處理以彰顯學術倫理。主席張靜指出，台灣政界「學位至上主義」導致抄襲成風，並提議成立學倫檢舉委員會，檢查政治人物的學位論文，以重塑政界誠信，樹立法治與正義。

- 2023年12月20日，司法改革黨高雄市第七選區候選人王和平統一聲稱，「統一後如果當上特首，要鞭刑民進黨貪官」[9][10]。王和平統一也在選舉公報上主張台灣應與中國大陸和平統一[11]。黨主席張靜表示本黨專注司法改革，個別黨員的統獨意識，與本黨宗旨無關，歡迎各界人士加入司法改革黨，為司法改革做出貢獻[來源請求]。

- 2024年1月2日，司法改革黨與台灣納稅人權益維護協進會、藍天行動聯盟、中華泛藍聯盟等團體，邀請民眾委託黨主席張靜律師義務告發蕭美琴《國籍門》案件。並於台北、台中、高雄三地檢署同步參與記者會並簽名告發，指控蕭美琴偽造文書、詐欺，以及李進勇和林右昌貪瀆圖利。該案件對賴蕭配的選舉資格具有重大影響，呼籲維護公平選舉。[12]

- 2024年12月17日，司改黨立院請願修訂戒嚴法，防止戒嚴體制復辟。 針對韓國總統12月3日突襲性戒嚴令引發危機，司改黨指出我國戒嚴法容許總統延至30日內提交追認，恐導致專制復辟。提案要求戒嚴須即時咨請立法院追認，逾時自動失效，並禁阻撓立委投票。司改黨籲朝野共同修法，守護民主憲政，避免類似情況發生。  [13]

- 2024年12月25日，司改黨於凱達格蘭大道舉辦護憲大遊行，呼籲全國維護憲法尊嚴，反對任何破壞憲政的行為，並表達對執政當局以鬥爭方式推行改革、造成司法不公與社會對立的不滿。同時，大會訴求包括反對獨裁專政、司法不公、廢除死刑及霸凌行為，追求真相以避免悲劇重演，展現堅持到底的決心。[14]

- 2025年1月11日在司法節當日，因台灣民眾黨於同日舉辦「釘孤枝」活動。司法改革黨在自由廣場舉辦街頭講演，讓黨員自由分享對司法改革的看法，並將該講演安排在台灣民眾黨活動開始前結束。以利黨員民眾留下參與民眾黨的後續活動，共同為台灣司法改革努力並見證這一重要時刻，共同為司法改革的推進貢獻力量。[15]

- 2025年7月5日，司法改革黨舉辦第一屆第二次黨員大會暨第六次黨代表大會，約200多位黨員與貴賓參與，並於自由廣場舉行街頭講演。主席張靜表示，司法改革黨非統非獨，是以人民為本的政黨，期許2026年推派民意代表、2028年跨越5%門檻，推動司法改革。[16]

- 2025年7月26日，司法改革黨主席張靜召開記者會，並向中選會遞交請願書，針對民進黨發起之全國大罷免投票，質疑中選會工作人員手冊多項規定疑涉違法，包括僅簽姓、票箱得攜回、票數統計不全等，恐有作票空間，呼籲監察員善盡職責、嚴格監督選務。[17]

## 組織機構
| 職位         | 姓名                                                                                                  |
| ------------ | --- |
| 主席         | 張靜                                                                                                  |
| 副主席       | 黃越宏、李柏融                                                                                        |
| 秘書長       | 張烱春                                                                                                |
| 黨代表       | 張靜、楊志良、李柏融、蘇偉碩、李政憲、容滋浩 、張烱春、蔡人舉、黃越宏、曾淼泓、黃淑珍、李慧曦、林通明 |
| 中央決策委員 | 張靜、楊志良、黃越宏、曾淼泓、吳振橐、張烱春、周光宇、李慧曦、黃淑珍、蔡人舉、賴伯琦、徐國堯          |
| 中央評議委員 | 黃正忠、林秉松、容滋浩、尤瑞敏、劉清田                                                                |

| 職位               | 姓名          |
| ------------------ | ------------- |
| 臺北市黨部主委     | 李慧曦        |
| 新北市黨部主委     | 黃淑珍        |
| 桃園市黨部主委     | 吳振橐        |
| 臺中市黨部主委     | 張烱春        |
| 臺南市黨部主委     | 劉清田        |
| 高雄市黨部主委     | 李政憲        |
| 山地原住民黨部主委 | 高畹芯        |
| 平地原住民黨部主委 | 米甘幹·理佛克 |

## 外部連結
- 官方网站（繁體中文）（英文）